# Acacia verticillata
Acacia verticillata — вид квіткових рослин з родини бобових. Ареал: Австралія (Новий Південний Уельс, Південна Австралія, Тасманія, Вікторія).

## Середовище
Вид поширений переважно в південних районах від узбережжя до передгірних лісів, віддаючи перевагу вологим здоровим або чагарниковим місцям, особливо на піщаних ґрунтах.

## Біоморфологічна характеристика
Це колючий низький кущ або невелике дерево заввишки до 10 метрів. Квітки яскраво-жовті в яйцеподібних або циліндричних колосках. Цвіте зазвичай з кінця липня до грудня, а плодоношення відбувається з листопада по січень, рідко пізніше.

## Використання
Цей вид використовується в культивуванні.